# Розеточник онтарійський
Розеточник онтарійський (Rhodobryum ontariense) — вид мохів порядку головмохальних (Bryales).

## Поширення
Батьківщиною є Європа, Північна Америка, Південна Америка, Азія.
Населяє багатий ґрунт, ліси, узлісся, гнилі колоди, основи дерев, ґрунт над скелями, скелі, часто вапняні, заболочені ділянки; від низьких до високих (0–3000 метрів).

## Характеристика
Стебла 1–5 см, нерозгалужені чи рідко з тонкими підверхівковими новоутвореннями. Стеблових листків 18–55 у розетках, зазвичай більше 20, 4–10 мм; краї сильно закручені до середини листка, часто майже до верхівки; верхівка широко загострена до гостриці. Спори 16–24 мкм.